# Ottavio Dantone
Ottavio Dantone (Cerignola (Pulla), 9 d'octubre de 1960) és un director i teclista italià (principalment clavicèmbal i fortepiano) especialment conegut per les seves interpretacions de música barroca. Des de 1996 és el director musical de l'Accademia Bizantina de Ravenna.
Dantone es va formar al Conservatori "Giuseppe Verdi" de Milà on es va graduar en orgue i clavicèmbal. El 1985 va ser guardonat amb el premi Basso Continuo al Festival Internacional de París i també va ser guardonat al Festival Internacional de Bruges de 1986.
Dantone va debutar com a director d'òpera l'any 1999 amb la primera representació en els temps moderns de Giulio Sabino i de Giuseppe Sarti al Teatre Alighieri de Ravenna. Va fer el seu debut a La Scala el 2005 dirigint Rinaldo de Händel, i dirigiria representacions de la mateixa òpera a Glyndebourne el 2011.

## Selecció d'enregistraments
- Domenico Scarlatti: Complete Sonatas – Ottavio Dantone (clavicèmbal). Segell: Stradivarius (CD)
- Settecento Veneziano – Accademia Bizantina, Ottavio Dantone (conductor). Segell: Arts Music (CD)
- Sarti: Giulio Sabino – Accademia Bizantina, Ottavio Dantone (conductor). Segell: Bongiovanni (CD)
- Antonio Vivaldi: Tito Manlio – Nicola Ulivieri, Karina Gauvin, Ann Hallenberg, Marijana Mijanovic, Debora Beronesi, Barbara Di Castri; Accademia Bizantina, Ottavio Dantone (conductor). Segell: Naïve (CD)
- Vivaldi: In Furore, Laudate Pueri, Concerti Sacri – Sandrine Piau, Stefano Montenari, Accademia Bizantina, Ottavio Dantone (conductor). Segell: Naïve (CD, 2006)
- Il Giardino Armonico Deux: Music of the French Baroque - Giovanni Antonini (flute), Luca Pianca] (llaüt), Enrico Onofri (violí), Vittorio Ghielmi (viola da gamba), Ottavio Dantone (clavicèmbal). Gravat al palau Hellbrunn, Salzburg. Segell: Arthaus Musik (DVD)
- Pergolesi: Adriano in Siria amb Livietta e Tracollo DVD
- Pergolesi: Il Flaminio DVD
- Vivaldi: Il Giustino – Accademia Bizantina, Ottavio Dantone (conductor). Segell: Naive (CD)